# Impasse de la Chapelle
L'impasse de la Chapelle est une voie située dans le quartier de la Goutte-d'Or du 18e arrondissement de Paris.

## Origine du nom

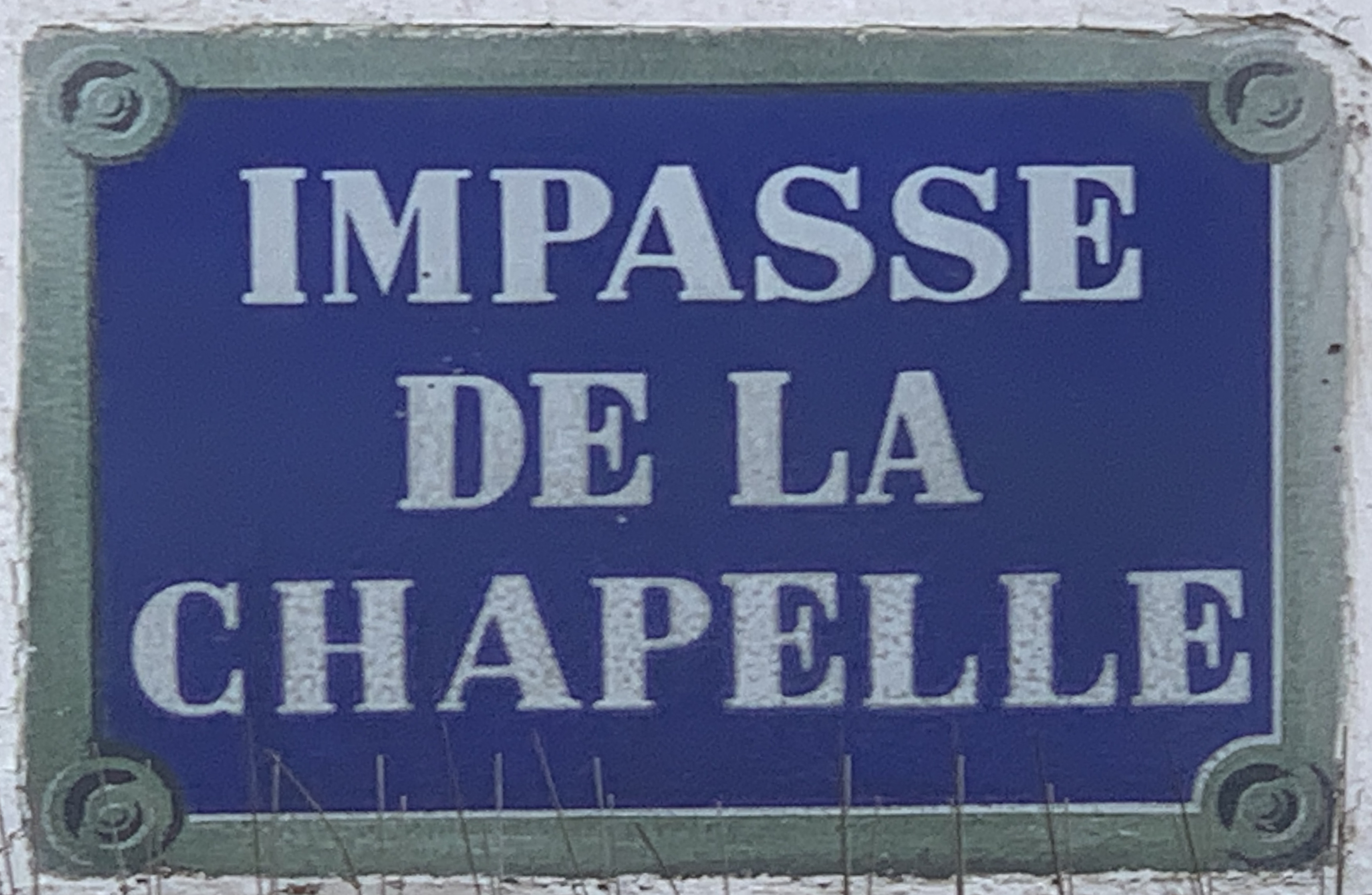
Plaque de l'impasse.

Elle porte ce nom en raison du voisinage de la rue de la Chapelle.

## Historique
L'impasse est un élément de l'ancien chemin reliant la route de Paris à Saint-Denis (rue de la Chapelle) au chemin de la Procession (rue du Mont-Cenis) sur l'ancienne commune de Montmartre. 
Cette voie apparaît sur le plan de Roussel dessiné en 1730. 
Sur la commune de La Chapelle, la voie était nommée « rue des Poiriers ». Elle se prolongeait à Montmartre par le chemin de la Charbonnière (actuelle rue du Simplon). 
La voie est coupée en deux lors de la construction des premières voies de la compagnie des chemins de fer du Nord en 1846, mais elle reste toutefois franchissable grâce à un pont.
En 1859, la commune de La Chapelle est rattachée à Paris et, en 1863, la rue des Poiriers est officiellement classée dans la voirie parisienne.
Elle devient une impasse lors de l'élargissement du faisceau des voies ferrées. Elle prend le nom d'« impasse de la Chapelle » en 1873 en raison de sa proximité avec la rue homonyme.

## Bâtiments remarquables et lieux de mémoire
- Le jardin Nusch-Éluard se situe au numéro 1 de la voie.

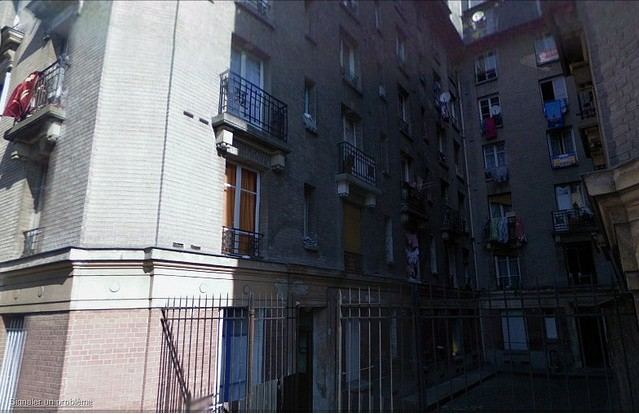
L'impasse.